# Chicago-Marathon 1983
| 7. Chicago-Marathon     | 7. Chicago-Marathon         |
| ----------------------- | --------------------------- |
| Stadt                   | Chicago, Vereinigte Staaten |
| Datum                   | 16. Oktober 1983            |
| Distanz                 | 42,195 Kilometer            |
| Sieger                  |                             |
| Männer                  | Joseph Nzau (2:09:44 h)     |
| Frauen                  | Rosa Mota (2:31:12 h)       |
| ← Chicago-Marathon 1982 | Chicago-Marathon 1984 →     |
| Website                 | Offizielle Website          |

Der Chicago-Marathon 1983 war die 7. Ausgabe der jährlich stattfindenden Laufveranstaltung in Chicago, Vereinigte Staaten. Der Marathon fand am 16. Oktober 1983 statt.
Bei den Männern gewann Joseph Nzau in 2:09:44 h, bei den Frauen Rosa Mota in 2:31:12 h.

## Ergebnisse

### Männer
| Platz | Athlet           | Land                   | Zeit (h) |
| ----- | ---------------- | ---------------------- | -------- |
| 01    | Joseph Nzau      | Kenia                  | 2:09:44  |
| 02    | Hugh Jones       | Vereinigtes Königreich | 2:09:45  |
| 03    | Simon Kigen      | Kenia                  | 2:10:51  |
| 04    | Agapius Masong   | Tansania               | 2:11:57  |
| 05    | Christoph Herle  | BR Deutschland         | 2:12:15  |
| 06    | Gianni Poli      | Italien                | 2:12:34  |
| 07    | Thomas Raunig    | Vereinigte Staaten     | 2:12:55  |
| 08    | Gabriel Kamau    | Kenia                  | 2:14:20  |
| 09    | Jeff Wells       | Vereinigte Staaten     | 2:15:45  |
| 10    | Henrik Jorgenson | Dänemark               | 2:15:59  |

### Frauen
| Platz | Athletin          | Land               | Zeit (h) |
| ----- | ----------------- | ------------------ | -------- |
| 01    | Rosa Mota         | Portugal           | 2:31:12  |
| 02    | Jacqueline Gareau | Kanada             | 2:31:36  |
| 03    | Dorthe Rasmussen  | Dänemark           | 2:31:45  |
| 04    | Anne Audain       | Neuseeland         | 2:32:15  |
| 05    | Karen Dunn        | Vereinigte Staaten | 2:34:24  |
| 06    | Lisa Weidenbach   | Vereinigte Staaten | 2:34:55  |
| 07    | Ann-Marie Malone  | Kanada             | 2:36:23  |
| 08    | Nancy Conz        | Vereinigte Staaten | 2:36:44  |
| 09    | Rita Marchisio    | Italien            | 2:37:29  |
| 10    | Carol Urish       | Vereinigte Staaten | 2:37:57  |